# Rata dormidora japonesa
La rata dormidora japonesa (Glirulus japonicus) és una espècie de rosegador esciüromorf de la família Gliridae. És endèmica del Japó.
Els seus hàbitats naturals són els boscos temperats. En japonès se l'anomena yamane (ヤ マ ネ | ヤ マ ネ o 山鼠). Entre els lirons, té l'habilitat especial de córrer a gran velocitat a l'inrevés, suspès de les branques. El seu aliment principal són els insectes, les baïes o el nèctar o pol·len.